# Resolució 2353 del Consell de Seguretat de les Nacions Unides
La Resolució 2353 del Consell de Seguretat de les Nacions Unides fou adoptada per unanimitat el 24 de maig de 2017. El Consell va ampliar les sancions contra Sudan del Sud per un any fins al 31 de maig de 2018.

## Contingut
Les prohibicions de viatjar i les sancions financeres imposades per la resolució 2206 contra qualsevol persona que fomentés el conflicte es van ampliar fins al 31 de maig de 2018. El grup d'experts que supervisava l'aplicació d'aquestes sancions es va ampliar fins al 30 de juny de 2018.